# Olympische Sommerspiele 2004/Teilnehmer (Südafrika)
| Gelbes Symbol für Goldmedaillen mit stilisierten Olympischen Ringen | Graues Symbol für Silbermedaillen mit stilisierten Olympischen Ringen | Braundes Symbol für Bronzemedaillen mit stilisierten Olympischen Ringen |
| ------------------------------------------------------------------- | --------------------------------------------------------------------- | ----------------------------------------------------------------------- |
| 1                                                                   | 3                                                                     | 2                                                                       |

Südafrika nahm an den Olympischen Sommerspielen 2004 in der griechischen Hauptstadt Athen mit 106 Sportlern, 40 Frauen und 66 Männern, teil.

## Medaillengewinner
Mit einer gewonnenen Gold-, drei Silber- sowie zwei Bronzemedaillen belegte das südafrikanische Team Platz 43 im Medaillenspiegel.

### Gold
| Namen                                                          | Sportart  | Wettkampf              |
| -------------------------------------------------------------- | --------- | ---------------------- |
| Roland Schoeman, Lyndon Ferns, Darian Townsend & Ryk Neethling | Schwimmen | 4 × 100 Meter Freistil |

### Silber
| Name              | Sportart       | Wettkampf          |
| ----------------- | -------------- | ------------------ |
| Mbulaeni Mulaudzi | Leichtathletik | 800 Meter          |
| Hestrie Cloete    | Leichtathletik | Frauen, Hochsprung |
| Roland Schoeman   | Schwimmen      | 100 Meter Freistil |

### Bronze
| Name(n)                          | Sportart  | Wettkampf              |
| -------------------------------- | --------- | ---------------------- |
| Donovan Cech & Ramon di Clemente | Rudern    | Zweier ohne Steuermann |
| Roland Schoeman                  | Schwimmen | 50 Meter Freistil      |

## Teilnehmer nach Sportarten

### Badminton
- Chris Dednam
Einzel: 17. Platz
Mixed: 17. Platz

- Dorian James
Doppel: 17. Platz

- Stewart Carson
Doppel: 17. Platz

- Antoinette Uys
Mixed: 17. Platz

- Michelle Edwards
Frauen, Einzel: 17. Platz
Frauen, Doppel: 17. Platz

- Chantal Botts
Frauen, Doppel: 17. Platz

### Bogenschießen
- Kirstin Lewis
Frauen, Einzel: 16. Platz

### Boxen
- Ludumo Galada
Federgewicht: 17. Platz

- Bongani Wonderboy Mahlangu
Leichtgewicht: 17. Platz

- Khotso Godfrey Motau
Mittelgewicht: 17. Platz

### Fechten
- Rachel Barlow
Frauen, Degen, Einzel: 36. Platz
Frauen, Degen, Mannschaft: 9. Platz

- Natalia Tychler
Frauen, Degen, Einzel: 37. Platz
Frauen, Degen, Mannschaft: 9. Platz

- Kelly Wilson
Frauen, Degen, Einzel: 38. Platz
Frauen, Degen, Mannschaft: 9. Platz

### Hockey
- Herrenteam
10. Platz

- Kader
David Staniforth
Craig Jackson
Craig Fulton
Bruce Jacobs
Gregg Clark
Iain Evans
Emile Smith
Jody Paul
Steve Evans
Eric Rose-Innes
Wayne Denne
Chris Hibbert
Ian Symons
Ryan Ravenscroft
Denzil Dolley
Greg Nicol

- Damenteam
9. Platz

- Kader
Caroline Birt
Kate Hector
Anli Kotze
Natalie Fulton
Marsha Marescia
Josi Koornhof
Lindsey Carlisle
Kerry Bee
Pietie Coetzee
Jenny Wilson
Fiona Butler
Liesel Dorothy
Tsoanelo Pholo
Sharné Wehmeyer
Susan Wessels-Webber
Grazjyna Engelbrecht

### Judo
- Henriëtte Möller
Frauen, Halbmittelgewicht: Viertelfinale

### Kanu
- Alan van Coller
Einer-Kajak, 500 Meter: Halbfinale
Einer-Kajak, 1000 Meter: Halbfinale

### Leichtathletik
- Leigh Julius
200 Meter: Vorläufe

- Marcus la Grange
400 Meter: Vorläufe
4 × 400 Meter: DNF im Vorlauf

- Mbulaeni Mulaudzi
800 Meter: Silber

- Hezekiél Sepeng
800 Meter: 6. Platz

- Johan Cronje
1500 Meter: Halbfinale

- Gert Thys
Marathon: 16. Platz

- Hendrick Ramaala
Marathon: DNF

- Ian Syster
Marathon: DNF

- Shaun Bownes
110 Meter Hürden: Viertelfinale

- Alwyn Myburgh
400 Meter Hürden: 7. Platz

- Llewellyn Herbert
400 Meter Hürden: Halbfinale

- Ockert Cilliers
400 Meter Hürden: Halbfinale
4 × 400 Meter: DNF im Vorlauf

- Ruben Ramolefi
3000 Meter: Vorläufe

- Hendrick Mokganyetsi
4 × 400 Meter: DNF im Vorlauf

- Arnaud Malherbe
4 × 400 Meter: DNF im Vorlauf

- Jacques Freitag
Hochsprung: 20. Platz in der Qualifikation

- Okkert Brits
Stabhochsprung: 19. Platz in der Qualifikation

- Godfrey Khotso Mokoena
Dreisprung: 29. Platz in der Qualifikation

- Janus Robberts
Kugelstoßen: 21. Platz in der Qualifikation

- Burger Lambrechts
Kugelstoßen: 34. Platz in der Qualifikation

- Frantz Kruger
Diskuswurf: 5. Platz

- Hannes Hopley
Diskuswurf: 8. Platz

- Hardus Pienaar
Speerwurf: 14. Platz in der Qualifikation

- Geraldine Pillay
Frauen, 100 Meter: Vorläufe

- Heide Seyerling
Frauen, 200 Meter: Vorläufe

- Estie Wittstock
Frauen, 200 Meter: Halbfinale

- Surita Febbraio
Frauen, 400 Meter Hürden: Vorläufe

- Nicolene Cronje
Frauen, 20 Kilometer Gehen: 47. Platz

- Hestrie Cloete
Frauen, Hochsprung: Silber

- Elizna Naudé
Frauen, Diskuswurf: 20. Platz in der Qualifikation

- Sunette Viljoen
Frauen, Speerwurf: 35. Platz in der Qualifikation

- Janice Josephs
Frauen, Siebenkampf: 19. Platz

### Radsport
- Ryan Cox
Straßenrennen, Einzel: 69. Platz

- Tiaan Kannemeyer
Straßenrennen, Einzel: DNF

- Robert Hunter
Straßenrennen, Einzel: DNF

- Anriette Schoeman
Frauen, Straßenrennen, Einzel: 55. Platz

### Rhythmische Sportgymnastik
- Stephanie Sandler
Einzel: 22. Platz in der Qualifikation

### Ringen
- Shaun Williams
Federgewicht, Freistil: 17. Platz

### Rudern
- Donovan Cech
Zweier ohne Steuermann: Bronze

- Ramon di Clemente
Zweier ohne Steuermann: Bronze

### Schießen
- Martin Senore
Kleinkaliber, liegend: 39. Platz

### Schwimmen
- Roland Schoeman
50 Meter Freistil: Bronze 
100 Meter Freistil: Silber 
4 × 100 Meter Freistil: Gold

- Lyndon Ferns
50 Meter Freistil: 14. Platz
4 × 100 Meter Freistil: Gold

- Ryk Neethling
100 Meter Freistil: 4. Platz
4 × 100 Meter Freistil: Gold

- Darian Townsend
4 × 100 Meter Freistil: Gold 
200 Meter Lagen: 37. Platz

- Gerhard Zandberg
100 Meter Rücken: 13. Platz
4 × 100 Meter Lagen: 13. Platz

- Terence Parkin
100 Meter Brust: 24. Platz
200 Meter Brust: 12. Platz
4 × 100 Meter Lagen: 13. Platz

- Eugene Botes
100 Meter Schmetterling: 30. Platz
4 × 100 Meter Lagen: 13. Platz

- Karl Otto Thaning
4 × 100 Meter Lagen: 13. Platz

### Segeln
- Gareth Blanckenberg
Finn-Dinghy: 17. Platz

### Taekwondo
- Duncan Mahlangu
Klasse bis 68 Kilogramm: 11. Platz

### Triathlon
- Conrad Stoltz
Olympische Distanz: DNF

- Megan Hall
Frauen, Olympische Distanz: 36. Platz

### Turnen
- Zandré Labuschagne
Frauen, Einzelmehrkampf: 60. Platz in der Qualifikation
Frauen, Boden: 83. Platz in der Qualifikation
Frauen, Pferdsprung: 71. Platz in der Qualifikation
Frauen, Schwebebalken: 76. Platz in der Qualifikation
Frauen, Stufenbarren: 76. Platz in der Qualifikation

### Volleyball (Beach)
- Colin Pocock
Herrenwettkampf: 9. Platz

- Gershon Rorich
Herrenwettkampf: 9. Platz

- Leigh-Ann Naidoo
Frauenwettkampf: 19. Platz

- Julia Willand
Frauenwettkampf: 19. Platz

### Wasserspringen
- Jenna Dreyer
Frauen, Kunstspringen: 17. Platz
Frauen, Turmspringen: 34. Platz